# برونو لاماس
برونو لاماس (13 أبريل 1994 بساو جوزية دو ريو بريتو في البرازيل - ) هو لاعب كرة قدم برازيلي في مركز الوسط .

## روابط خارجية
- برونو لاماس على موقع دوري كوريا الجنوبية (الإنجليزية)
- برونو لاماس على موقع قاعدة بيانات كرة القدم.إي يو (الإنجليزية)
- برونو لاماس على موقع Soccerway.com (الإنجليزية)
- برونو لاماس على موقع عالم كرة القدم.نت (الإنجليزية)